# 泽尔博洛
泽尔博洛（義大利語：Zerbolò），是意大利帕维亚省的一个市镇。总面积37平方公里，人口1612人，人口密度43.6人/平方公里（2009年）。国家统计（ISTAT）代码为018189。